# Armas e troféus
Armas e troféus foi fundada em Lisboa em 1932 pelo Instituto Português de Heráldica contando coma a colaboração de Afonso de Dornelas juntamente com o Conde de São Payo e Augusto Cardoso Pinto. Pretende promover "a cultura da Heráldica em todos os seus ramos e manifestações", publicando também estudos "das outras ciências auxiliares da História que com ela tenham afinidades ou contribuam para o seu melhor entendimento e progresso". Publicou-se um primeiro volume entre 1932 e 1936 após o que esteve suspensa até 1959.